# پنجه میمون

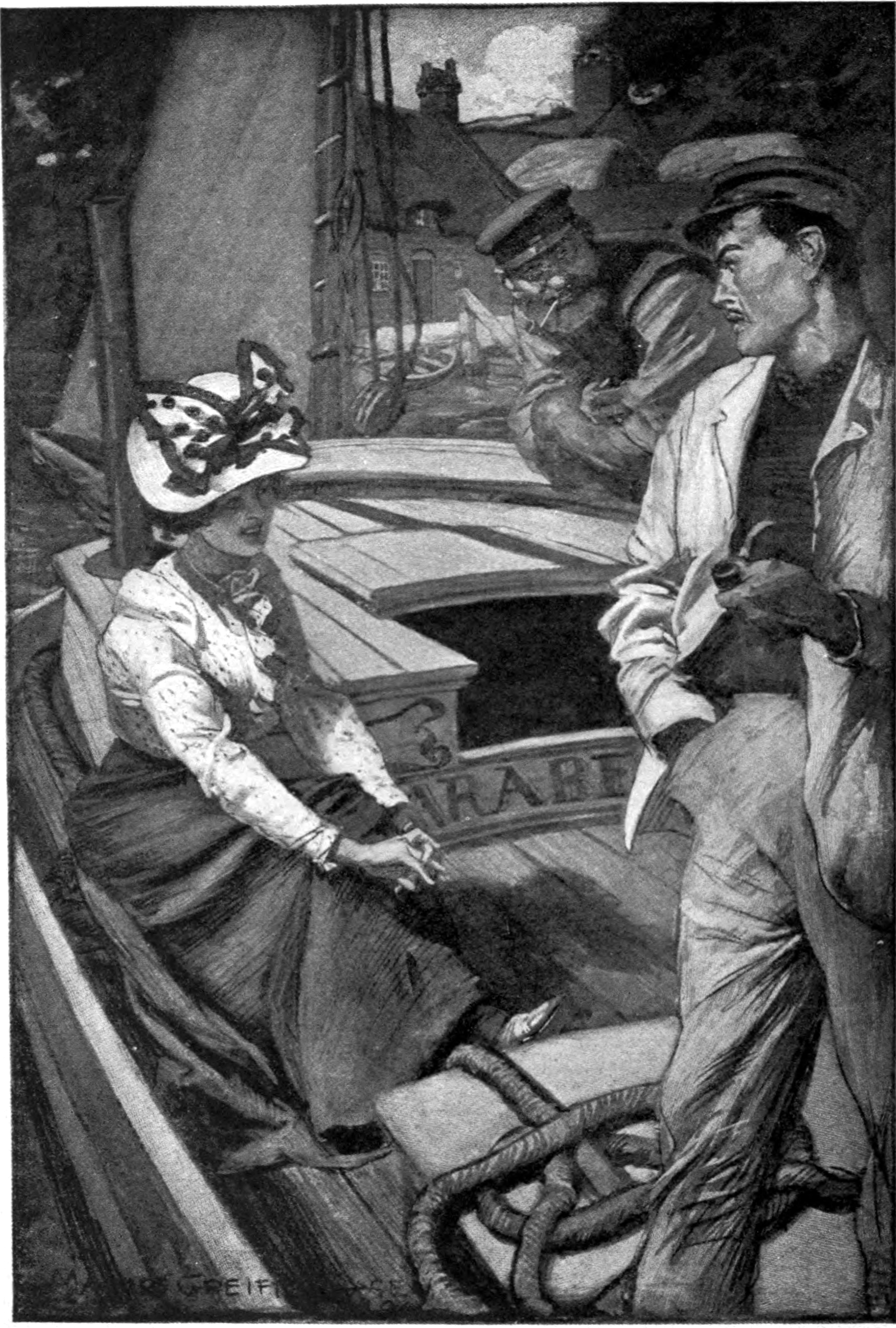
این تصویر زمان تعریف داستان های هند توسط سروان موریس را نشان می دهد

«پنجه میمون» (به انگلیسی: The Monkey's Paw) داستانی کوتاه از دابلیو. دابلیو. جیکوبز در ژانر وحشت است. این کتاب برای اولین بار در سال ۱۹۰۲ در انگلستان به چاپ رسید. داستان، بر اساس همان ایدهٔ قدیمی "سه آرزو که برآورده می‌شوند" شکل گرفته‌است؛ که در این داستان، پنجهٔ یک میمون این کار را انجام می‌دهد. نکته اینجاست که پنجه همیشه آرزوی مورد نظر را برآورده می‌کند، ولی همراه با آن قسمت بزرگی از زندگی را نیز می‌گیرد. نویسنده برای این که نشان بدهد گاه زندگی فعلی خیلی بهتر از زندگی‌ای که آرزویش را داریم است، این داستان را نوشته است.

## خلاصه داستان
آقا و خانم وایت (به انگلیسی: White)، همراه با پسر بالغ‌شان، هربرت (به انگلیسی:Herbert)، زندگی شاد ولی فقیرانه‌ای را می‌گذرانند. یک شب دوست قدیمی پدر که تازه از هند بازگشته، به دیدار آن‌ها میاید. نام این فرد، سروان موریس است. او داستان‌های هیجان‌انگیزی در مورد کارهایی که در هند انجام داده و چیزهایی که از آن جا آورده برای خانواده وایت تعریف می‌کند و خانواده وایت که جذب شده‌اند با دقت به حرف‌های او گوش می‌کنند. یک بار، او شروع می‌کند درباره یک پنجه میمون حرف زدن، ولی سپس پشیمان می‌شود و به سرعت موضوع را عوض می‌کند.
در نهایت، وقتی آقای موریس کمی صبر می‌کند، هربرت می‌گوید: "هند کشور جالبی به نظر میاید! من حتماً به آنجا خواهم رفت!" ولی ناگهان رنگ از چهره سروان می‌پرد و به صدای بلند می‌گوید: "نه! در هند چیزهای بسیار خطرناکی وجود دارد! بسیار خطرناک!" و هربرت پاسخ می‌دهد: "مثلاً آن پنجهٔ میمون که از صحبت کردن درباره آن پرهیز می‌کنید؟! کمی درباره آن توضیح دهید!" موریس ابتدا قبول نمی‌کند ولی سپس با فشار تمام اعضای خانواده به حرف می‌آید و این ماجرا را تعریف می‌کند:

این پنجه را اولین بار یکی از دوستان من در جنگ از یک پیرمرد هندی گرفت. پیرمرد به او توضیح داده بود که این پنجه می‌تواند سه آرزو را برآورده کند ولی ممکن است اثرات خطرناکی داشته باشد. او به این هشدار توجه نکرده و پنجه را گرفته بود. من هیچ‌وقت نفهمیدم که او برای چه چیزهایی آرزو کرد، ولی می‌دانم پس از اینکه هرسه آرزویش را کرده بود، ترجیح داد خودش را بکُشد. او خانواده یا دوستی نداشت و اموالش به من رسیدند. من از دیدن پنجه میمون تعجب نکردم، زیرا او قبلاً درباره آن توضیح داده بود. من می‌دانستم که این پنجه چیزی به جز بدشانسی نمی‌آورد؛ ولی وسوسه رسیدن به سه آرزو به شدت آزارم می‌داد. من آرزوی یک ماشین خوب و گران‌قیمت کردم، و همسر و کودکانم در یک حادثه رانندگی در همان ماشین جان باختند. من دیگر آرزویی نکردم و حالا می‌دانم که آن، فقط زندگی‌ام را بدتر خواهد کرد."

خانواده وایت ابتدا شگفت‌زده می‌شوند، ولی سپس همان وسوسهٔ کذایی به آن‌ها نیز غلبه می‌کند و به موریس اصرار می‌کنند که آن را به آن‌ها بدهد. بالاخره، پس از مدتی، موریس قبول می‌کند و هنگام رفتن نیز، مدام به آن‌ها هشدار می‌دهد؛ به خانواده‌ای که حالا بی‌صبرانه متنظرند او خانه را ترک کند تا بتوانند آرزوی اول‌شان را انجام دهند.

خانوادهٔ وایت ابتدا برای ۱۰۰۰ پوند پول آرزو می‌کنند. همان روز، در کارخانه‌ای که هربرت در آن کار می‌کند حادثه‌ای به وجود می‌آید و هربرت لای دستگاه چوب‌بری می‌ماند. به دلیل خطرناک بودن دستگاه، هیچ کس نمی‌تواند به آن نزدیک بشود تا جایی که صورت هربرت به‌طور کامل متلاشی می‌شود. آن شب یکی از کارکنان کارخانه به خانه وایت‌ها می‌آید؛ خبر بد را به آن‌ها می‌دهد؛ و سپس در کمال تعجب آن زوج، اسکناسی هزارپوندی از جیب خود در می‌آورد و می‌گوید:
"آقای وایت کارهای ارزشمند زیادی برای کارخانه ما انجام داده بودند؛ شرکت تصمیم گرفته به پاس این زحمات، ۱۰۰۰ پوند به شما پرداخت کند. "
حالا که آن‌ها از کاری که پنجه انجام می‌دهد مطلع شده‌اند، آقای وایت دیگر نمی‌خواهد هیچ وقت آن را ببیند و تصمیم دارد به زندگی خود ادامه دهد؛ در حالی که خانم وایت ایده دیگری دارد: آرزوی دومی برای برگشتن پسرشان به خانه. آقای وایت بارها به او می‌گوید: "به یادآور که او در دستگاه ماشینی کشته شد، تو می‌دانی که پنجه او را چگونه به خانه باز خواهد آورد... صورت او را تصور کن!" ولی خانم وایت زیر بار نمی‌رود و فقط می‌گوید: "من پسر خودم را می‌شناسم؛ و او را هرجور که باشد، دوست می‌دارم."
در نهایت، آقای وایت از روی ناچاری دست به این کار می‌زند؛ و لحظاتی بعد در ظلمات شب، کسی بر در می‌کوبد. خانم وایت با خوشحالی می‌رود تا در را باز کند؛ و این در حالی است که آقای وایت که حالا بیش از هر وقتی ترسیده، پنجه را دوباره بر می‌دارد و آرزوی سوم و آخر را انجام می‌دهد...
خانم وایت در را باز می‌کند. کوچه سرد، و تاریک، و خالی است.